# Vendée
La Vendée (85) (en peitaví santongès Vendàie) és un departament francès adscrit a la regió de País del Loira. El departament de la Vendée va ser creat durant la Revolució Francesa, el 4 de març de 1790, a partir d'una part de l'antiga província de Poitou. La capital es fixà inicialment a Fontenay-le-Comte, però Napoleó Bonaparte, l'any 1804, la traslladà a La Roche-sur-Yon, que en aquella època prengué el nom de Napoléon.